# Sigurnost posla
Sigurnost posla ili sigurnost zaposlenja je vjerojatnost pojedinca da zadrži svoje zaposlenje tj. radno mjesto bez straha i s malom mogućnosti od gubitka posla i nezaposlenosti. Smatra se preduvjetom za stabilnu trgovinsku i gospodarsku razmjenu te temeljem dobrog odnosa zaposlenika i poslodavca.
Kao jedan od statističkih pokazatelja nezaposlenosti, ali i za promatranje poduzetničke klime u određenoj državi uzima se i sigurnost posla.
Osnovna ekonomska teorija smatra da tijekom gospodarskog širenja ("ekonomske ekspanzije") koje u povećanoj mjeri zahtijeva radnu snagu, kojoj se sigurnost dobivanja i zadržanja zaposlenja povećava. S druge strane, tijekom recesija, gospodarskih kriza i usporenja (stagnacija) redovito dolazi od smanjenja sigurnosti posla, no najčešće samo u vremenskom razdoblju do sljedeće veće potražnje za određenim zanimanjem.
Sigurnost posla ne mora se nužno odnositi samo na radnu snagu kao zaposlenike poduzeća, već i općenito na sigurnost poslovanja u zakonskim i pravnim okvirima određene zemlje.
Prema statistikama OECD-a najmanju mogućnost za gubitkom posla imaju Švicarska, Japan i Norveška (vjerojatnost manja od 3%).